# Hermann Ludwig Heubner

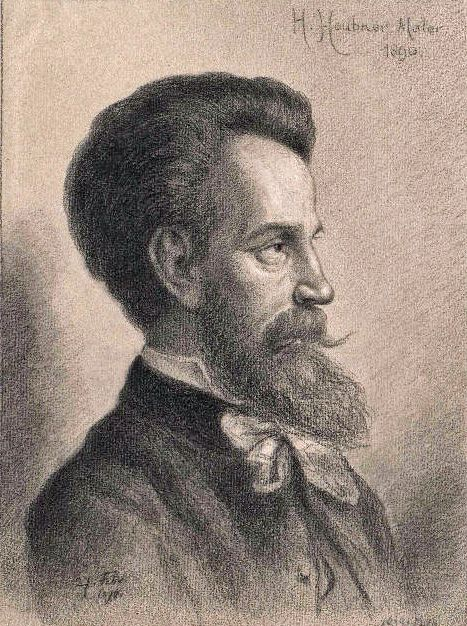
Hermann Ludwig Heubner

Hermann Ludwig Heubner (* 26. Mai 1843 in Leipzig; † 25. Dezember 1915 ebenda) war ein deutscher Landschafts-, Genre- und Porträtmaler.

## Leben
Hermann Heubner betrieb anfangs die Holzschneidekunst. Ab 1863 studierte er an der Kunstschule in Weimar bei Arthur Georg von Ramberg und Ferdinand Pauwels. Bei letzterem erlernte er die Malerei von Genrebildern und Landschaften.
Von 1869 bis 1873 leitete er das xylographische Atelier bei Wilhelm Aarland in Leipzig. In den letzten Jahren widmete er sich auch der Illustration. Als Illustrator war er tätig für Die Gartenlaube, die Illustrirte Zeitung und für Velhagen & Klasing. Seine Monogramme waren HH bzw. LH.
Er war Mitglied in der Bruderschaft der Freimaurer.

## Werke
- Emma Schoene, Hugo Bürkner, Hermann Ludwig Heubner, Carl Römer, Alfred Thon, E. Leineweber (Autoren): Weihnachtsgabe: Erzählungen für die Jugend von 10 bis 14 Jahren. 1877.
- Fabeln und Erzählungen. Für ein frühes Kindesalter zusammengestellt. Ill. mit Heinrich Leutemann. Hoffmann & Campe, Hamburg 1874. Mit Buntdruck-Bildern und 8 Holzschnitten.